# Casament

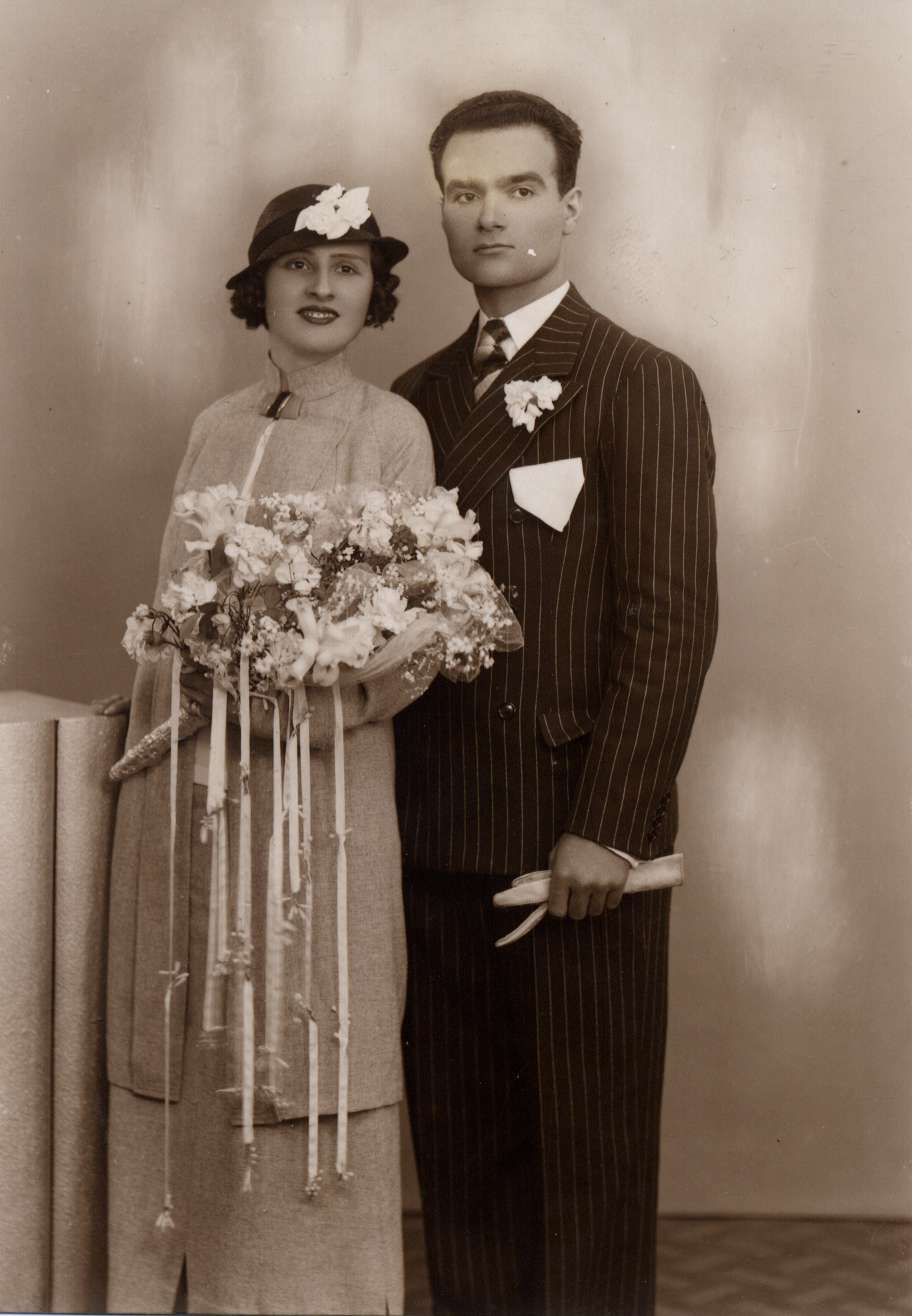
Casament de 1935, a Barcelona.

El casament o noces, és la cerimònia en què dues persones es converteixen en un matrimoni. Habitualment, hom es casa per l'església, mesquita, sinagoga o temple que té potestat d'oficiar un casament; o per l'estat, cas en el qual s'anomena un casament "civil". Els cònjuges tenen en el matrimoni els mateixos drets i deures, s'han de respectar i ajudar mútuament i actuar en interès de la família.
El prometatge és la promesa de casament i la condició de promesos de dues persones, i el temps que dura. Al casament és imprescindible la presència d'un o més agents d'autoritat, religiosa o civil, que oficia el cerimonier i entra els noms dels casats al registre; i dos o més testimonis del casament. És habitual, però no essencial, convidar les famílies dels que es casen.

## El matrimoni en el dret civil català
El casament pot tenir lloc davant d'un jutge, alcalde o funcionari designat o en la forma religiosa legalment prevista. Per a poder casar-se, una persona ha de ser major de 16 anys i viure independentment dels pares, no pot estar lligada amb vincle matrimonial, no poden ser parents en línia recta per consanguinitat fins al tercer grau, o adopció, però el jutge de primera instància pot dispensar d'aquest impediment amb justa causa i a instància de part. No es poden casar els condemnats com a autors o còmplices de la mort dolosa del cònjuge de qualsevol d'ells, però el Ministeri de Justícia pot dispensar d'aquest impediment a instància de part. Tampoc es poden casar els disminuïts psíquics, però si l'instructor estima que algun dels contraents està afectat de deficiències o anomalies psíquiques, obtindrà del Metge del Registre Civil o del seu substitut el dictamen facultatiu oportú que declari l'aptitud per prestar el consentiment.